# スティーブ・ナッシュ
スティーブン・ジョン・ナッシュ（Stephen John Nash, 1974年2月7日 - ）は、カナダの元プロプロバスケットボール選手、指導者。NBAのフェニックス・サンズなどで活躍した。ポジションはポイントガード。身長・体重は公称で191cm、81㎏と現代の選手としては小柄ながら、正確なシュート力と広いコートビジョンにパスセンスとポイントガードに必要な多くの能力をハイレベルで兼ね備えていた。
1996年のNBAドラフト、1巡目15位でフェニックス・サンズに指名されプロ入り。NBAオールスターゲームに8度選出。2005年、2006年と2年連続でシーズンMVPを受賞した。

## 生い立ち
ナッシュはイングランド人の父とウェールズ人の母の間で生まれた。プロサッカー選手としての父親の仕事の都合で誕生の地は南アフリカ共和国・ハウテン州ヨハネスブルグである。間もなく家族はカナダ・サスカチュワン州レジャイナに移住し、その後ブリティッシュコロンビア州バンクーバー、ビクトリアへ引っ越し、ビクトリアで育つ。少年時代はサッカーとアイスホッケーとバスケットボールに熱中した
セントマイケルズユニバーシティスクール（en: St. Michaels University School）ではサッカーとラグビー、そしてバスケットボールで活躍した。最終学年にはバスケで21.3得点11.2リバウンド9.1アシストと準トリプル・ダブルの成績だった。1991-92シーズンにはチームを地区タイトルに導いており、ナッシュ自身は地区の年間最優秀選手に選ばれている。

### サンタクララ大学
高校のコーチは30のアメリカの大学にナッシュの推薦状を送ったが、カナダの片田舎のバスケ少年に興味を示す大学はなく、殆どが無視された。しかしサンタクララ大学のディック・デイヴィが興味を示した。ナッシュのプレイを間近で見て、他の誰もが彼に注目しないことをひたすら願ったという（そのデイヴィの目にすらも、ナッシュのディフェンスは最悪だったらしい）。その後ナッシュは無事サンタクララ大学からの奨学金を貰い、大学進学が決まった。
ナッシュは1年目から活躍し、1992-93シーズンにはチームを5年ぶりのNCAAトーナメントに導き、西地区トーナメント1回戦では第2シードのアリゾナ大学を破るという波乱を巻き起こしている。この試合でナッシュは最後の30秒間で6本のフリースロー全てを決める活躍を見せた。翌シーズンのサンタクララ大は成績が振るわなかったが、1994-95シーズンにはカンファレンスタイトルを獲得してNCAAトーナメントに復帰し、ナッシュはカンファレンスの最優秀選手に選ばれている。夏にはナショナルチームに参加し、NBAの現役スター、ゲイリー・ペイトンとジェイソン・キッドと練習する機会に恵まれている。
1995-96シーズンは2年連続でカンファレンスを制し、ナッシュも2年連続の最優秀選手に選ばれた。大学での4年間のプレイで通算510アシスト、フリースロー成功率86.2%、スリーポイントシュート試投数656本、成功数263本はいずれも同校の新記録となった。2006年にはナッシュの背番号『11』が同校初となる永久欠番となった。学業では社会学の学位を取得している。

## NBAキャリア

### フェニックス・サンズ
カレッジバスケでの活躍にもかかわらず、全米でのナッシュの知名度は殆ど皆無で、1996年のNBAドラフトでナッシュの名前が15番目に呼ばれた時、指名したフェニックス・サンズのファンは野次を飛ばした。15位指名はカナダ人選手では当時の最高位である。
サンズでの最初のキャリアはケビン・ジョンソンやジェイソン・キッド、サム・キャセールと名だたる名ポイントガードの影に隠れ、出場時間を得ることが出来なかったが、ルーキーイヤーから3P成功率とFT成功率で高確率を叩き出すなどその才能の片鱗を見せており、2年目の1996-97シーズンにはローテーション入りを果たして平均9.1得点まで成績を伸ばした。
1998年のNBAドラフト当日、ドラフト1巡目指名権に加え、3選手とのトレードにより、ダラス・マーベリックスにトレードされた。

### ダラス・マーベリックス
ドン・ネルソンHCの攻撃的な采配のもと、ナッシュはダラス・マーベリックスでその才能を大きく開花させることになる。移籍1年目の1998-99シーズンから先発に抜擢されると、以後司令塔として活躍。マイケル・フィンリーにナッシュの移籍と同時にマーベリックスに指名されたダーク・ノヴィツキーと駒が揃いだし、さらに2000-01シーズンには富豪のマーク・キューバンが球団を買収し、豊富な資金が流れてきたことでマーベリックスは将来を嘱望されるチームとなった。
移籍3年目の2000-01シーズンに自身の成績を大きく伸ばして15.6得点7.3アシスト、3P成功率40.6%、FT成功率89.5%を記録。この年初めてオールスターにも出場した。ナッシュの活躍によりマーベリックスは53勝29敗と躍進を遂げ、実に11年ぶりにプレーオフ進出を果たし、マイケル・フィンリーにノヴィツキー、そしてナッシュはマーベリックスのビッグスリーと称されるようになった。初のプレーオフではサンアントニオ・スパーズに敗れている。
2001-02シーズンには17.9得点7.7アシスト、3P成功率45.5%を記録し、初のオールスターとオールNBAサードチームに選ばれ、名実共にリーグトップクラスのポイントガードとなり、翌2002-03シーズンも同水準の成績を維持、FT成功率は90.3%の高確率を記録し、チームも勝ち星を60まで増やしたが、プレーオフでは再びスパーズの前に敗れた。
大型補強を繰り返すマーベリックスは2003-04シーズンにアントワン・ジェイミソンとアントワン・ウォーカーを獲得し、ナッシュも平均8.8アシスト、FT成功率91.6%と好調を維持するが、チームは52勝30敗と勝率を落とし、プレーオフでは1回戦で敗退した。
シーズン終了後にナッシュはフリーエージェントとなった。ナッシュはマーベリックスとの再契約を望んでいたが、既に30歳になっていたこともあり、チームは大幅な年俸のダウンを提示したため、フェニックス・サンズへの復帰が決定した。

### サンズへの復帰とMVP受賞
2003-04シーズン、アマレ・スタウダマイアーからの勧誘を受けて、29勝53敗まで成績が落ち込むなど、低迷していたサンズに複帰。

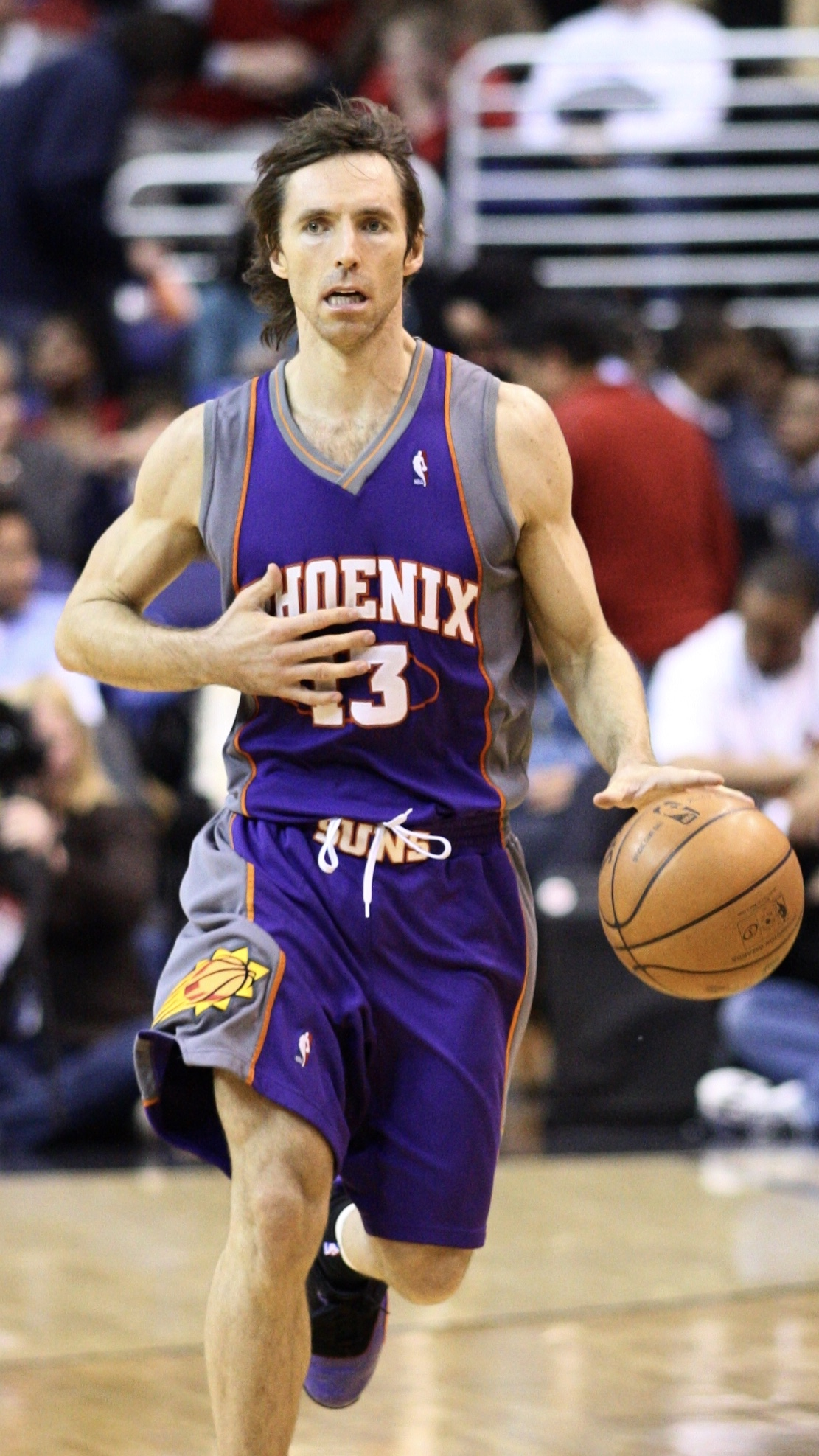
チームメイトにサインを送るナッシュ

マイク・ダントーニHCの指揮下、スモールラインアップを敷いて、スリーポイントシュートを多用したアップテンポな、ラン&ガンオフェンスの戦術の中で司令塔として活躍、フィニッシュ能力にも優れたチームメイト、アマレ・スタウダマイアー、ショーン・マリオン、ジョー・ジョンソンらのポテンシャルを最大限まで引き出し、サンズのオフェンス力を向上させ、前年は平均得点94.2点だったが、ナッシュ一人が加わったこのシーズンのサンズの平均得点は100.4点となった。
個人の成績も15.5得点11.5アシスト、FG成功率50.2%、3P成功率43.1%と大幅に向上した。特に11.5アシストは2位以下を大きく引き離すリーグ1位となり、初のアシスト王に輝き、さらにオールNBAチームでは初の1stチーム入りを果たした。チームは快進撃を続け、リーグ首位となる62勝20敗を記録。前年の29勝から33勝分を積み上げ、一躍エリートチームの仲間入りを果たした。MVP投票ではナッシュとシャキール・オニールの一騎討ちとなった。個人成績ではオニールが上だったが、ナッシュがシーズンMVPを獲得した。ナッシュはカナダ人として史上初のMVPとなり、外国生まれの選手としてはアキーム・オラジュワンについで2人目、さらにポイントガードとしてはボブ・クージー、マジック・ジョンソンに続く史上3人目であった。プレーオフでは1回戦でメンフィス・グリズリーズをスイープで降すと、カンファレンス準決勝で古巣のマーベリックスと対決。勝敗を決した第6戦では試合終盤に16点差を引っ繰り返す活躍を見せ、あわやトリプル・ダブルとなる39点12アシスト9リバウンドをあげてチームを勝利に導いた。しかし、カンファレンスファイナルでスパーズが立ちはだかり、1勝4敗でファイナル進出を逃した。

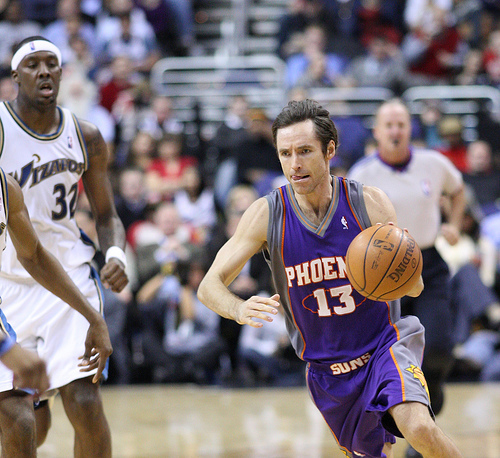
2年連続のMVPを獲得したナッシュ

翌2005-06シーズン18.8得点10.5アシスト、FG成功率51.2%、3P成功率43.9%、FT成功率92.1%の好成績を残し、2年連続のアシスト王に輝くと共にFT成功率ではリーグ1位となった。2006年1月2日、ニューヨーク・ニックスとの対戦でキャリアハイとなる、22アシストを決めた。チームは52勝30敗で2年連続でディビジョン優勝を果たしたことが評価され、2年連続のMVPを受賞（ポイントガードとしてはマジック・ジョンソンにつぐ史上2人目）した。プレーオフではロサンゼルス・レイカーズ、ロサンゼルス・クリッパーズを破って2年連続のカンファレンス決勝に進出。再び古巣マーベリックスと対決したが、2勝4敗で破れ、またしてもNBAファイナル進出はならなかった。
2006-07シーズン、12月7日のニュージャージー・ネッツ戦、12月22日のワシントン・ウィザーズ戦でそれぞれ、レギュラーシーズンでのキャリアハイとなる42得点を記録するなど個人成績を向上させ、18.6得点11.6アシストのアベレージを残し、3P成功率ではリーグ2位となる47.0%を記録。カンファレンス準決勝でスパーズと対戦、第1戦ではスパーズのトニー・パーカーとの接触で鼻から出血し、試合終盤の大事な場面にコートに立つことを許されず、結果サンズは大事な初戦を落とした。第4戦ではロバート・オーリーに体当たりに近いファウルを受ける。スタウダマイアーとボリス・ディアウはベンチから離れ、この行為が乱闘を助長する行為として1試合の出場停止処分を受け、インサイドの主力選手2名を欠いたサンズは第5戦を落とし、そのまま連敗してシリーズ敗退となった。
2007-08シーズン、プレーオフでは1回戦でまたもやスパーズに完敗を喫する。そしてオフにはチームの大改革が始まり、マイク・ダントーニはついにヘッドコーチを解任され、新たにテリー・ポーターが就任。オフェンシブなチームからディフェンシブなチームへとチーム方針の180度転換を目指した。2008-09シーズン46勝36敗に終わったサンズはプレーオフ進出すら逃した。コーチの交代と戦術の大幅な変更もあって若干成績を落とし、このシーズンは15.7得点9.7アシストに終わるが、優勝を目指すためオフには契約の2年延長を決めた。
2009-10シーズンは、シーズン開幕からラン&ガンオフェンスが冴え渡り、チームは好調。プレーオフにも返り咲いた。カンファレンスセミファイナルではスパーズをスパーズを下し、2005-06シーズン以来のカンファレンスファイナルに駒を進めた。カンファレンス決勝では、王者ロサンゼルス・レイカーズ相手に善戦するも、2勝4敗で惜敗した。
2010-2011シーズン40勝42敗でシーズンは終了。プレイオフ進出には至らなかった。
2011-2012シーズンも開幕からチームは連敗を記録。自身の成績は13得点、11アシストで自身8回目のオールスター入りを果たした。

### ロサンゼルス・レイカーズ

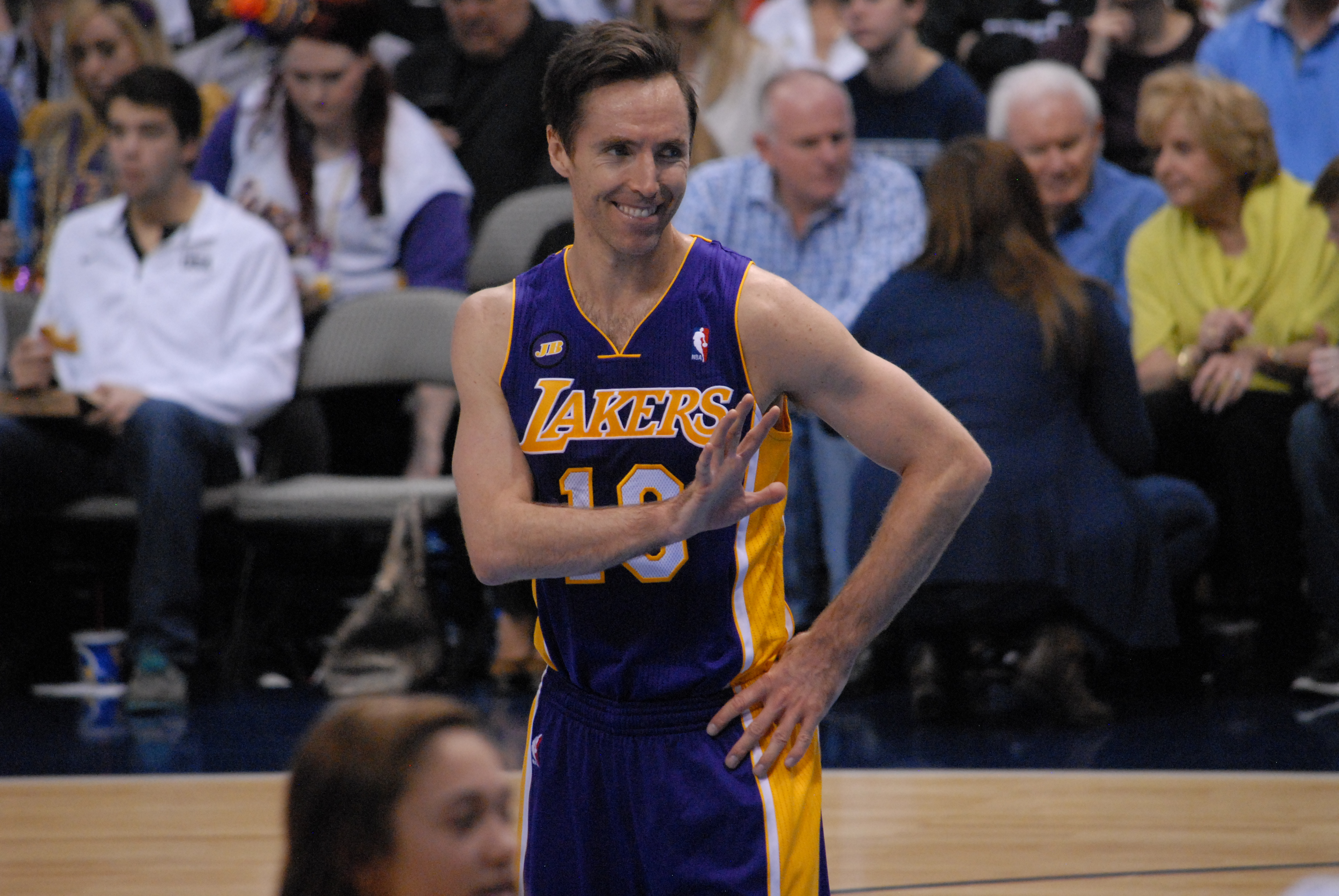
ロサンゼルス・レイカーズでのナッシュ

2012年7月11日、サイン＆トレードでロサンゼルス・レイカーズに移籍することが決まった。背番号は10。サンズは2013年と2015年のドラフト1巡目指名権、2014年と2015年のドラフト2巡目指名権、現金300万ドル（約2億4,000万円）をレイカーズから獲得することとなる。HCのマイク・ブラウンが取り入れたプリンストン戦略に選手が上手く機能せずプレシーズンを0勝8敗。レイカーズ史上初のプレシーズン全敗を記録した。レギュラーシーズンが始まった第2戦目でデイミアン・リラードと衝突。その際に右脚を骨折する重症を負い20試合以上を離脱することになった。怪我から2ヶ月後に復帰したが、オールスターゲーム前の前半は25勝29敗と勝率5割を切るが、オールスターゲーム後半は快進撃を見せつけ、プレイオフに7位で進出した。しかし、自身は3月25日のゴールデンステート・ウォリアーズ戦で痛めた膝腱状態が悪化。最後の9試合はすべて欠場した。プレイオフは第一回戦でサンアントニオ・スパーズと対戦。怪我の回復を待たずに1試合目に出場した。第3戦からはさらに怪我が悪化し欠場。そのままチームは屈辱のスイープでシーズンが終了した。
2013-14シーズンも怪我に苦しみ不本意なシーズンを送り、復活を期す2014-15シーズンを迎えるはずだったが、プレシーズン中に移動中に鞄を持ち上げた際に以前からの持病だった背中の傷みを悪化させてしまい、契約最終年の同シーズンを全休。そして2015年3月21日、引退を表明した。

### 引退後
2015年9月25日にゴールデンステート・ウォリアーズの選手育成部門コンサルタントに就任、非常勤のコーチとして練習への参加やアドバイス等に携わることになる。就任から2季目の2016-17シーズン、選手時代に果たせなかった優勝を経験し悲願のリングを手に入れることとなった。
2018年3月31日にバスケットボール殿堂入りが発表された。
2020年9月2日に4年契約でブルックリン・ネッツのヘッドコーチに就任した。
3年目の2022-23シーズン開幕直後に成績不振により解雇された。

## エピソード

### 私生活・家族

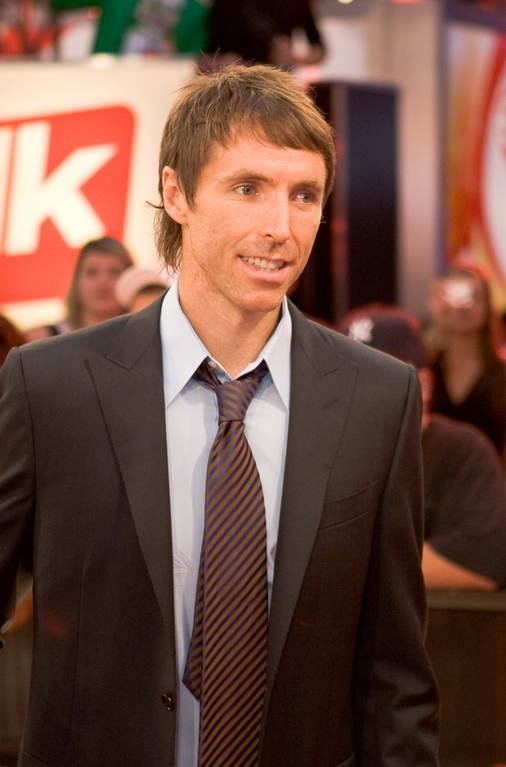
オフコートでのナッシュ

ナッシュの家族は父ジョン・ナッシュはイングランド出身のプロサッカー選手、弟のマーティン・ナッシュはサッカーカナダ代表、妹のジョアンも学生時代にサッカーで活躍したというサッカー一家である。ナッシュはオフの大半をニューヨークで過ごしており、2005年には2001年にマンハッタンで出会った年上の恋人と結婚し、2006年には双子の女の子が生まれたが、2012年に離婚。現在は娘の親権などを巡って係争中である。
ナッシュは背中に痛みを伴う脊椎分離すべり症という持病を抱えており、そのため試合中であってもプレイしていない時はベンチに座らず、コートサイドに横になっている。
熱心なチャリティー活動家としても知られ、2001年には公共奉仕を目的とした非営利団体、スティーブ・ナッシュ財団を設立するなど様々な活動を行い、チャールズ・バークレーなどからもその活動を賞賛されている。活動はカナダ・アメリカ国外にも及び、2007年夏には姚明と共に中国でチャリティーゲームを開催し、250万ドルの寄付金を集めた。2006年にはTime誌による「最も影響力のある100人」の一人に選ばれている。

### サッカー
父親と祖父がトッテナム・ホットスパーFCのファンであったことから、自身もトッテナムのファンである。少年時代はサッカーに熱中していたことから、NBAでも屈指のサッカーフリークとして知られる。マーベリックス時代のチームメイト、ダーク・ノヴィツキーとは、サッカーを通して親交を深めている。また世界的なサッカー選手であるアレッサンドロ・デル・ピエロ、ティエリ・アンリ、オーウェン・ハーグリーヴス、マッシモ・アンブロジーニ、スティーブ・マクマナマン、リオネル・メッシ、ハビエル・マスチェラーノらとも個人的な親交を持っており、毎年オフに開催されるナッシュのチャリティーサッカーゲームには多数の現役サッカー選手が参加している。
2008年にはカナダのプロサッカークラブ、バンクーバー・ホワイトキャップスのオーナーの一人となり、女子サッカーリーグへの投資もしている。2002年の日韓ワールドカップの観戦では来日しているが、ナッシュだとは気付かれず、大きな騒ぎにはならなかった。またメジャーリーグサッカーのレッドブル・ニューヨークの練習に参加したことがあり、ピックアップゲームに出場したこともある。ナイキのCMではバスケットボールを軽妙なリフティングの末にバスケットゴールの中にキックで入れるという離れ業を披露している。また2016年には、スペインのRCDマヨルカの株を、フェニックス・サンズオーナーのロバート・サーバーと共に買収し、共同オーナーに就任した。

### その他
- 登録上の身長は191cmだが、かつてのチームメートのダーク・ノヴィツキー(213 cm)やコービー・ブライアント(198 cm)と並んだ写真などから、実際は186cmくらいと言われている。
- 長髪がトレードマークとなっているが、2007年にはバッサリと切ったベリーショートとなり、話題となった。
- シューズメーカーはナイキ社と契約。ローカットのモデルを好み、まだNBA選手がローカットを履くのが珍しい頃から着用している。
- 近年は映像製作にも興味を示している。2007年にはナイキのCMの一環で「Training Day」と題した81秒の映像を、2008年には「The Sixty Million Dollar Man」と題した91秒の映像をYouTubeで公開し、いずれも人気を博した。将来は映画を製作するつもりだという。しかし、彼のアイデアをシャキール・オニールが真似したという疑惑が広まり、オニールがフェニックス・サンズに加入した当初は、ナッシュが「僕のアイデアを盗んだだろ!?」と食って掛かるなど、両者は緊張状態にあったという。
- 2010年に開催されたバンクーバーオリンピックでは、ウェイン・グレツキーらと共に、2015年に開催されたパンアメリカン大会の開会式での最終聖火ランナーを担当した。

## 個人成績

### NBA

#### レギュラーシーズン
| シーズン     | チーム       | GP    | GS    | MPG  | FG%  | 3P%  | FT%   | RPG | APG   | SPG | BPG | TO   | PPG  |
| ------------ | ------------ | ----- | ----- | ---- | ---- | ---- | ----- | --- | ----- | --- | --- | ---- | ---- |
| 1996–97      | PHX          | 65    | 2     | 10.5 | .423 | .418 | .824  | 1.0 | 2.1   | .3  | .0  | 0.97 | 3.3  |
| 1997–98      | PHX          | 76    | 9     | 21.9 | .459 | .415 | .860  | 2.1 | 3.4   | .8  | .1  | 1.29 | 9.1  |
| 1998–99      | DAL          | 40    | 40    | 31.7 | .363 | .374 | .826  | 2.9 | 5.5   | .9  | .1  | 2.08 | 7.9  |
| 1999–00      | DAL          | 56    | 27    | 27.4 | .477 | .403 | .882  | 2.2 | 4.9   | .7  | .1  | 1.82 | 8.6  |
| 2000–01      | DAL          | 70    | 70    | 34.1 | .487 | .406 | .895  | 3.2 | 7.3   | 1.0 | .1  | 2.93 | 15.6 |
| 2001–02      | DAL          | 82    | 82    | 34.6 | .483 | .455 | .887  | 3.1 | 7.7   | .6  | .1  | 2.79 | 17.9 |
| 2002–03      | DAL          | 82    | 82    | 33.1 | .465 | .413 | .909  | 2.9 | 7.3   | 1.0 | .1  | 2.34 | 17.7 |
| 2003–04      | DAL          | 78    | 78    | 33.5 | .470 | .405 | .916  | 3.0 | 8.8   | .9  | .1  | 2.68 | 14.5 |
| 2004–05      | PHX          | 75    | 75    | 34.3 | .502 | .431 | .887  | 3.3 | 11.5* | 1.0 | .1  | 3.27 | 15.5 |
| 2005–06      | PHX          | 79    | 79    | 35.4 | .512 | .439 | .921* | 4.2 | 10.5* | .8  | .2  | 3.49 | 18.8 |
| 2006–07      | PHX          | 76    | 76    | 35.3 | .532 | .455 | .899  | 3.5 | 11.6* | .8  | .1  | 3.78 | 18.6 |
| 2007–08      | PHX          | 81    | 81    | 34.3 | .504 | .470 | .906  | 3.5 | 11.1  | .6  | .1  | 3.64 | 16.9 |
| 2008–09      | PHX          | 74    | 74    | 33.6 | .503 | .439 | .933  | 3.0 | 9.7   | .7  | .1  | 3.5  | 15.7 |
| 2009–10      | PHX          | 81    | 81    | 32.8 | .507 | .426 | .938* | 3.3 | 11.0* | .5  | .1  | 3.6  | 16.5 |
| 2010–11      | PHX          | 75    | 75    | 33.3 | .492 | .395 | .912  | 3.5 | 11.4* | .6  | .1  | 3.5  | 14.7 |
| 2011–12      | PHX          | 62    | 62    | 31.6 | .532 | .390 | .894  | 3.0 | 10.7  | .6  | .1  | 3.7  | 12.5 |
| 2012–13      | LAL          | 50    | 50    | 32.5 | .497 | .438 | .922  | 2.8 | 6.7   | .6  | .1  | 2.5  | 12.7 |
| 2013–14      | LAL          | 15    | 10    | 20.9 | .383 | .333 | .917  | 1.9 | 5.7   | .5  | .1  | 2.1  | 6.8  |
| 通算         | 通算         | 1,217 | 1,052 | 31.3 | .490 | .428 | .904  | 3.0 | 8.5   | .7  | .1  | 2.9  | 14.3 |
| オールスター | オールスター | 5     | 1     | 20.8 | .417 | .250 | .000  | 2.6 | 6.0   | .6  | .2  | 2.00 | 4.4  |

#### プレーオフ
| シーズン | チーム | GP  | GS  | MPG  | FG%  | 3P%  | FT%   | RPG | APG  | SPG | BPG | TO   | PPG  |
| -------- | ------ | --- | --- | ---- | ---- | ---- | ----- | --- | ---- | --- | --- | ---- | ---- |
| 1997     | PHX    | 4   | 0   | 3.8  | .222 | .250 | .000  | .3  | .3   | .2  | .2  | 0.50 | 1.3  |
| 1998     | PHX    | 4   | 1   | 12.8 | .444 | .200 | .625  | 2.5 | 1.8  | .5  | .0  | 0.75 | 5.5  |
| 2001     | DAL    | 10  | 10  | 37.0 | .417 | .410 | .882  | 3.2 | 6.4  | .6  | .1  | 2.50 | 13.6 |
| 2002     | DAL    | 8   | 8   | 40.4 | .432 | .444 | .971  | 4.0 | 8.8  | .5  | .0  | 3.75 | 19.5 |
| 2003     | DAL    | 20  | 20  | 36.5 | .447 | .487 | .873  | 3.5 | 7.3  | .9  | .1  | 2.55 | 16.1 |
| 2004     | DAL    | 5   | 5   | 39.4 | .386 | .375 | .889  | 5.2 | 9.0  | .8  | .0  | 2.40 | 13.6 |
| 2005     | PHX    | 15  | 15  | 40.7 | .520 | .389 | .919  | 4.8 | 11.3 | .9  | .2  | 4.67 | 23.9 |
| 2006     | PHX    | 20  | 20  | 39.9 | .502 | .368 | .912  | 3.7 | 10.2 | .4  | .2  | 3.35 | 20.4 |
| 2007     | PHX    | 11  | 11  | 37.5 | .463 | .487 | .891  | 3.2 | 13.3 | .4  | .1  | 4.36 | 18.9 |
| 2008     | PHX    | 5   | 5   | 36.6 | .457 | .300 | .917  | 2.8 | 7.8  | .4  | .2  | 2.40 | 16.2 |
| 2010     | PHX    | 16  | 16  | 33.7 | .518 | .380 | .893  | 3.3 | 10.1 | .3  | .1  | 3.8  | 17.8 |
| 2013     | LAL    | 2   | 2   | 30.5 | .435 | .000 | 1.000 | 2.5 | 4.5  | .0  | .0  | 1.5  | 12.5 |
| 通算     | 通算   | 120 | 113 | 35.7 | .473 | .406 | .900  | 3.5 | 8.8  | .6  | .1  | 3.2  | 17.3 |

## 個人記録

### 1試合自己最多記録
- プレーオフ1試合最多得点：48得点（vs ダラス・マーベリックス　2005年5月15日）
- レギュラーシーズン1試合最多得点：42得点 (vs ワシントン・ウィザーズ 2006年12月22日、 vs ニュージャージー・ネッツ 2006年12月7日)
- 1試合最多アシスト：22本  （vs ニューヨーク・ニックス　2006年1月2日）
- 1試合最多リバウンド：13本  （vs フィラデルフィア・セブンティシクサーズ　2005年3月30日）
- 1試合最多3P成功数：8本  （vs デンバー・ナゲッツ　2008年3月31日）[2]
- 1試合最多フリースロー成功数：13本  （vs ポートランド・トレイルブレイザーズ　2001年12月11日）
- 1試合最多スティール：5本  （vs ボストン・セルティックス　2000年12月18日）

### 受賞歴
- シーズンMVP：2005, 2006
- オールスター出場：2002, 2003, 2005, 2006, 2007, 2008, 2010, 2012
- オールNBA1stチーム：2005, 2006, 2007
- オールNBA2ndチーム：2008
- オールNBA3rdチーム：2002, 2003
- アシスト王：2005（11.5アシスト）, 2006（10.5アシスト）, 2007（11.6アシスト）,2010 (11.0アシスト), 2011 (11.4アシスト)
- フリースロー成功率1位：2006（92.1%）,2010（93.8%）

### ナショナルチーム
- 2003年FIBAアメリカ選手権大会MVP